# Macrotrachela quadricornifera
Macrotrachela quadricornifera är en hjuldjursart som beskrevs av Colin Milne 1886. Macrotrachela quadricornifera ingår i släktet Macrotrachela och familjen Philodinidae. Arten är reproducerande i Sverige.

## Underarter
Arten delas in i följande underarter:
- M. q. ligulata
- M. q. loricata
- M. q. quadricornifera
- M. q. quadricorniferoides
- M. q. rigida
- M. q. scutellata